# Куражо, Луи
Луи Куражо (фр.  Louis Courajod, 22 февраля 1841, Париж — 26 июня 1896, там же) — французский историк средневекового искусства, архивист, музейный работник.

## Биография
Начинал учиться на юриста, но переключился на историю искусства. Учился в Национальной школе хартий, затем — в Практической школе высших исследований. Служил в отделе эстампов Национальной библиотеки (1867—1874). Первая публикация была посвящена надгробиям Плантагенетов в аббатстве Фонтевро (1867).
Помощник хранителя Лувра (с 1879), директор отдела скульптуры Средних веков, Возрождения и Нового времени (1893—1896). Один из основателей Школы Лувра. Регулярно публиковался в Gazette des Beaux-Arts. Работал в национальной комиссии по сохранению исторических памятников.

## Интересы и труды

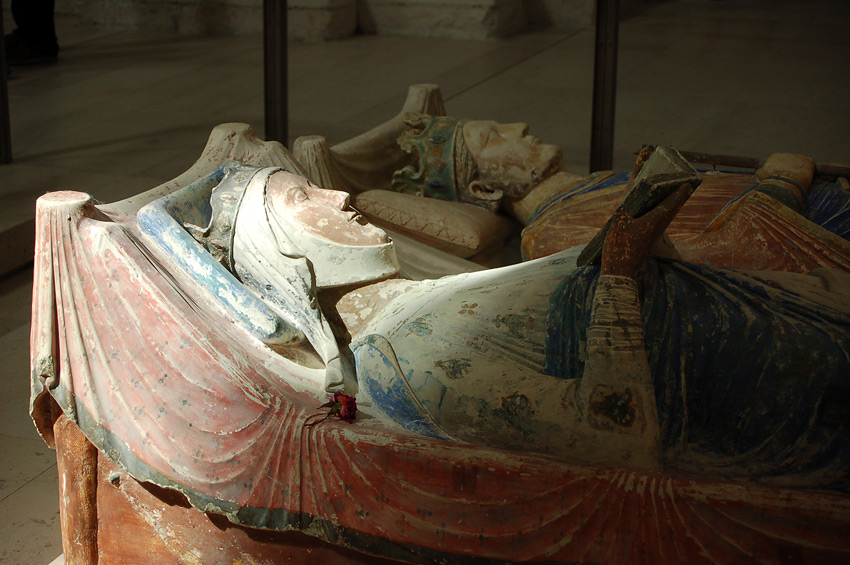
Надгробия Алиеноры Аквитанской и Генриха II в Фонтевро

Ему принадлежит термин интернациональная готика, который впоследствии активно использовался искусствоведением венской школы (Эрвин Панофский и др.). Помимо истории самого искусства занимался исследованием истории художественного образования и музейного дела в Европе. Наиболее известны лекции по истории средневекового искусства, которые он читал в Школе Лувра в 1887-1896 (3 тт., опубл. 1899—1903).